# Charentonne
La Charentonne est une rivière normande, affluente de la Risle en rive gauche et donc sous-affluente de la Seine.

## Géographie

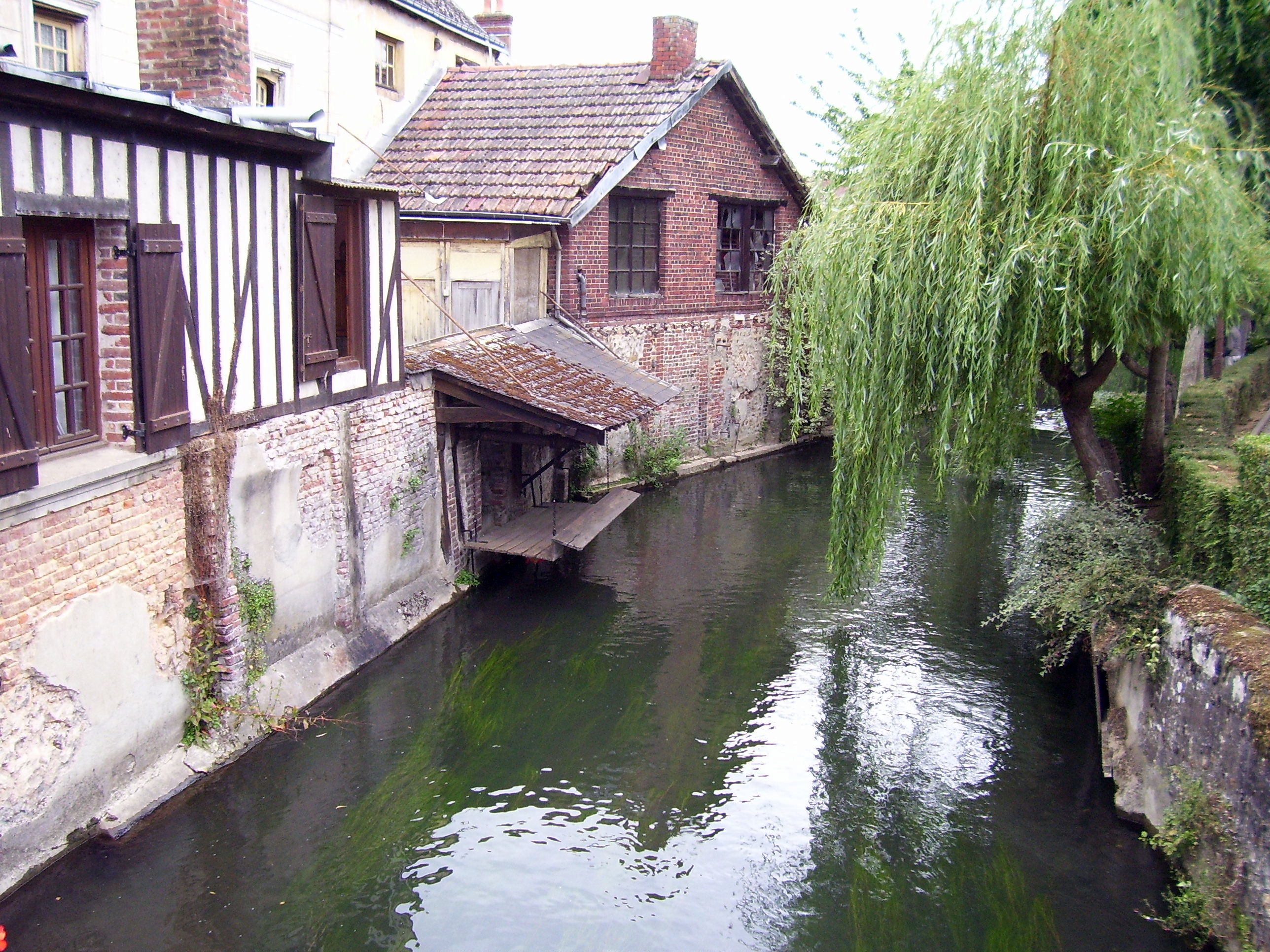
La Charentonne à Bernay dans l'Eure.

La Charentonne naît en pays d'Ouche (département de l'Orne), dans la forêt de Saint-Évroult, au sud du lieu-dit Saint-Hubert, à 294 m d'altitude, au sud du village de Saint-Évroult-Notre-Dame-du-Bois et des ruines de l'abbaye où a vécu et est mort Orderic Vital (1075-1142).
Longue de 62,7 kilomètres, la rivière coule, selon une direction nord - nord-est, vers la Risle avec laquelle elle conflue au nord de Serquigny, à 66 m d'altitude. Elle arrose notamment Broglie et Bernay.
La vallée, qui sépare les plateaux du Lieuvin et d'Ouche, possède des versants raides et boisés. Le fond, tapissé d'alluvions argileuses, plat et humide, inondé en hiver, porte de belles prairies naturelles, caractéristiques de la Normandie.

### Communes traversées
Dans les deux départements de l'Eure et de l'Orne, La Charentonne traverse les dix-neuf communes avant 2016, donc dix-sept désormais suivantes, de l'amont vers l'aval, de Saint-Evroult-Notre-Dame-du-Bois (source), La Gonfrière, Villers-en-Ouche, Anceins, Bocquencé (anciennes communes non actualisées au SANDRE), La Ferté-en-Ouche, Notre-Dame-du-Hamel, Mélicourt, Saint-Pierre-de-Cernières, Saint-Agnan-de-Cernières, La Trinité-de-Réville, Broglie, Ferrières-Saint-Hilaire, Saint-Quentin-des-Isles, Saint-Aubin-le-Vertueux, Bernay, Menneval, Fontaine-l'Abbé, Serquigny, Nassandres sur Risle (confluence).

### Bassin versant
La Charentonne traverse trois zones hydrographiques H610, H611, H612 pour une superficie totale de 514 km2. Ce bassin versant est constitué à 77,93 % de « territoires agricoles », à 19,98 % de « forêts et milieux semi-naturels », à 2,09 % de « territoires artificiels ». 

## Affluents
La Charentonne a vingt-deux tronçons affluents référencés dont quatre bras (au moins) :
- le ruisseau de la Fontaine Saint-Evroult (rg[note 2]), 1,5 km sur la seule commune de Saint-Evroult-Notre-Dame-du-Bois qui est aussi un défluent.
- le ruisseau de Bréquigny (rd), 7 km sur les deux communes de Saint-Evroult-Notre-Dame-du-Bois et La Gonfrière.
- la rivière de Touquettes (rg), 9,1 km de rang de Strahler deux avec trois affluents :
  - le ruisseau de Tremont,
  - la rivière Morte,
  - le ruisseau des Vaux,
- la Guiel (rg), 24,4 km se jette dans la Charentonne entre Montreuil-L'Argillé et Broglie de rang de Strahler un.
- Le Cosnier  (rg), 13,2 km se jette dans la Charentonne à Bernay.

### Rang de Strahler

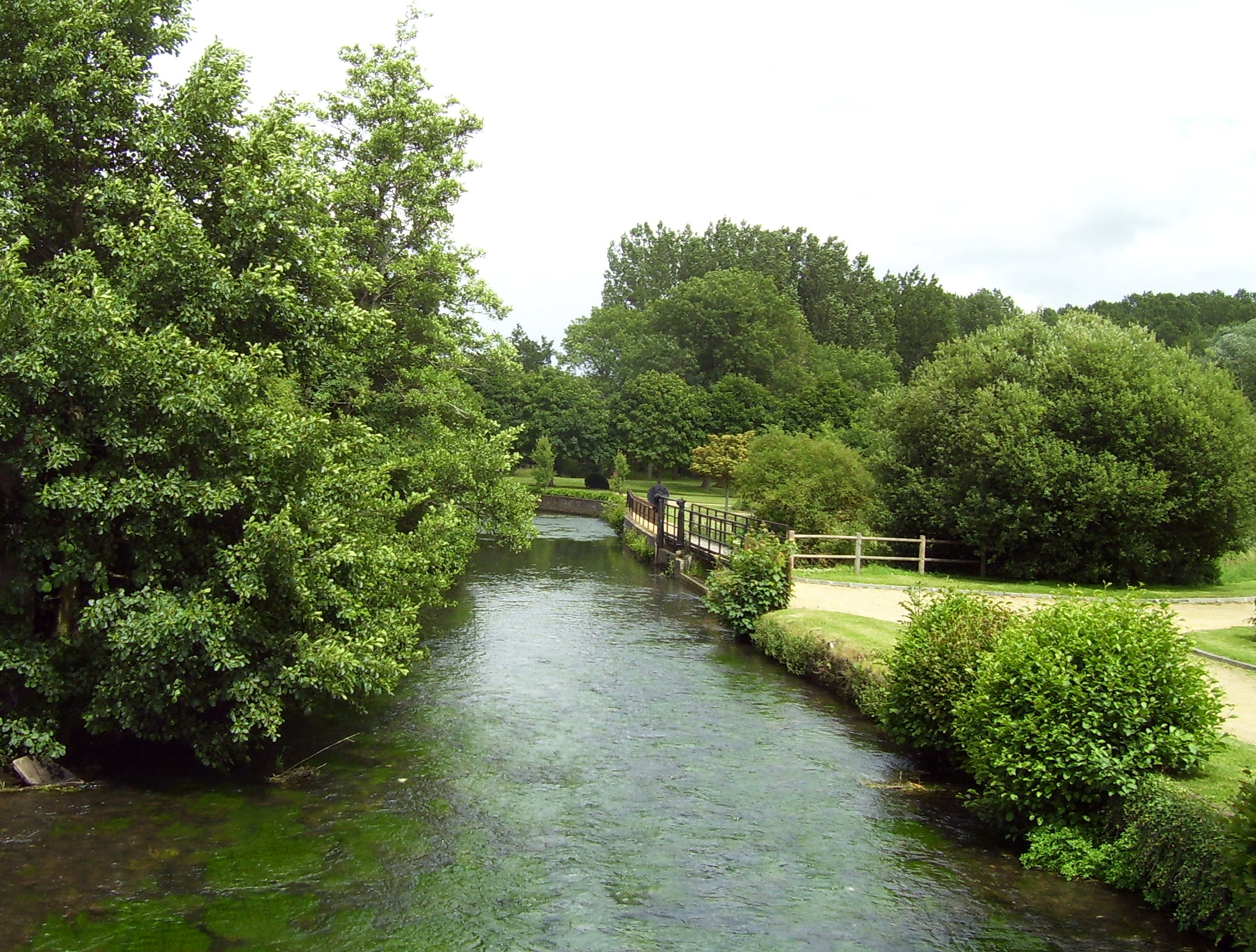
La Charentonne à Serquigny.

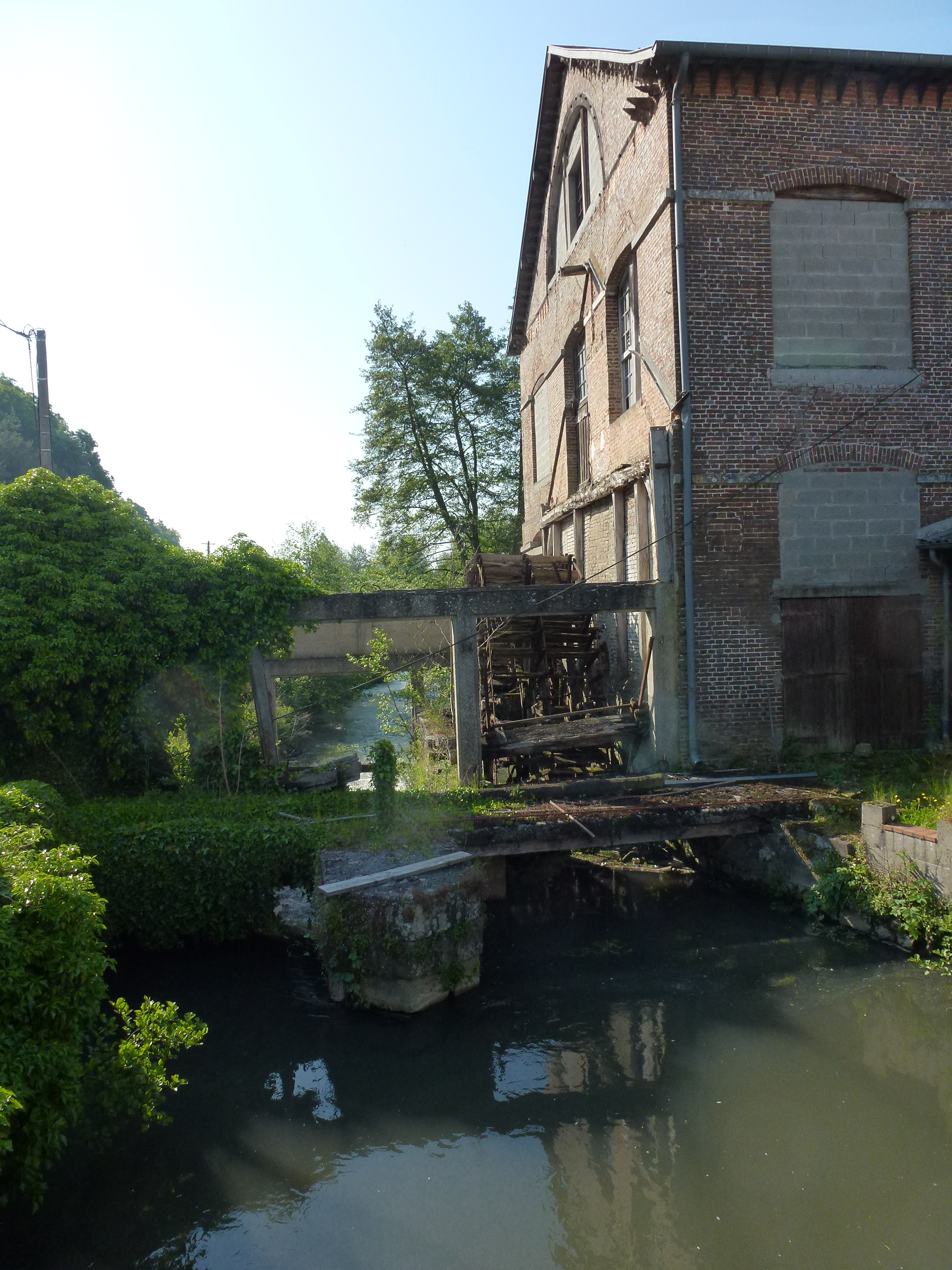
Moulin de la Charentonne à Fontaine-l'Abbé.

Donc son rang de Strahler est de trois par la rivière de Touquettes.

## Hydronymie
Le nom de la rivière est celtique, il est issu du gaulois Carantonā, dérivé de Carantō basé sur le thème * karant « ami, qui aime » cf. breton kar, kerant, parents. On retrouve ce nom dans celui du village de Carentonne sous sa forme normanno-picarde avec [k] initial.
Homonymie avec la Charente et la Carrantona, rivière près de Madrid.

### Sources
- Ressource relative à la géographie :   - Sandre